# Підмаренник мареновий
Підмаре́нник маре́новий, застаріле підмаре́нник маренови́дний (Galium rubioides) — вид рослин родини маренові (Rubiaceae), поширений у Євразії.

## Опис
Багаторічна рослина завдовжки 50–60 см. Листки 3–5 × 0.8–1.5 см, всі зверху голі, на краях шорсткі від розсіяних коротких, спрямованих до верхівки щетинок. Суцвіття більш-менш нещільні.

## Поширення
Поширений у Євразії від Австрії до Сіньцзяну.
В Україні зростає на берегах річок, на луках і лісових галявинах — у Карпатах.